# Aleksandar Rašić
Aleksandar Rašić (16 de março de 1984) é um basquetebolista profissional sérvio, atualmente joga no TED Ankara Kolejliler SK.